# Babette Babich
Babette Babich (* 14. November 1956 in New York City) ist eine US-amerikanische Philosophie-Professorin an der Fordham University. Sie forscht, lehrt und publiziert hauptsächlich zur deutschsprachigen Philosophie.

## Werdegang
Babich machte das Bachelor-Examen 1980 an der State University of New York. den Master-Abschluss 1981 am Boston College, dort wurde sie 1987 zur Ph.D. promoviert. Vor der Promotion war sie Fulbright-Stipendiatin (als Fellow und als Professorin) in Deutschland, unterrichtete an der Eberhard Karls Universität Tübingen und studierte bei Hans-Georg Gadamer. 1987/88 war sie Visiting assistant professor an der Denison University in Granville (Illinois) und 1988/89 assistant professor an der Marquette University in Milwaukee. Seit 1989 wirkt sie als Professorin an der Fordham University sowie seit 1997 als Geschäftsführerin der dortigen Nietzsche Society und Gründungs-Herausgeberin der New Nietzsche Studies.
Sie ist außerdem Gastprofessorin für Theologie, Religion und Philosophie an der University of Winchester im Vereinigten Königreich und lehrt gelegentlich an der Humboldt-Universität zu Berlin.

## Schriften (Auswahl)

### Monographien
- Günther Anders’ Philosophy of Technology: From Phenomenology to Critical Theory. London: Bloomsbury, 2022.
- Nietzsches Plastik. Ästhetische Phänomenologie im Spiegel des Lebens. London/Berlin: Peter Lang, 2021.
- Nietzsches Antike. Beiträge zur Altphilologie und Musik. Academia (Nomos), Baden-Baden 2020, ISBN 978-3-89665-920-0.
- Un politique brisé. Le souci d'autrui, l'humanisme et les juifs chez Heidegger. L'Harmattan, Paris 2016, ISBN 978-2-343-08932-4.
- The Hallelujah effect. Philosophical reflections on music, performance practice, and technology. Ashgate Pub. Limited, Surrey (GB)/Burlington (USA) 2013, ISBN 978-1-40944-960-7.
- Nietzsches Wissenschaftsphilosophie: „die Wissenschaft unter der Optik des Künstlers zu sehn, die Kunst aber unter der des Lebens“. Lang, Oxford/Berlin und weitere 2011, ISBN 978-3-03-911945-5.
- Words in blood, like flowers. Philosophy and poetry, music and eros in Hölderlin, Nietzsche, and Heidegger. State University of New York Press, Albany 2006, ISBN 978-0-79146-835-7.
- Nietzsche's philosophy of science. Reflecting science on the ground of art and life. State University of New York Press, Albany 1994, ISBN 0791418650.

### Herausgeberschaften
- Hermeneutic philosophies of social science. Walter de Gruyter, Berlin/Boston 2018, ISBN 978-3-11052-837-4.
- Mit Dimitri Ginev: The multidimensionality of hermeneutic phenomenology. Springer, New York 2014, ISBN 978-3-31901-706-8.
- Mit Alfred Denker und Holger Zaborowski: Heidegger & Nietzsche. Rodopi, Amsterdam 2012, ISBN 978-9-04203-600-0.
- Habermas, Nietzsche, and critical theory. Humanity Books, Amherst 2004, ISBN 1591022096.